# جامعة كا فوسكاري في البندقية

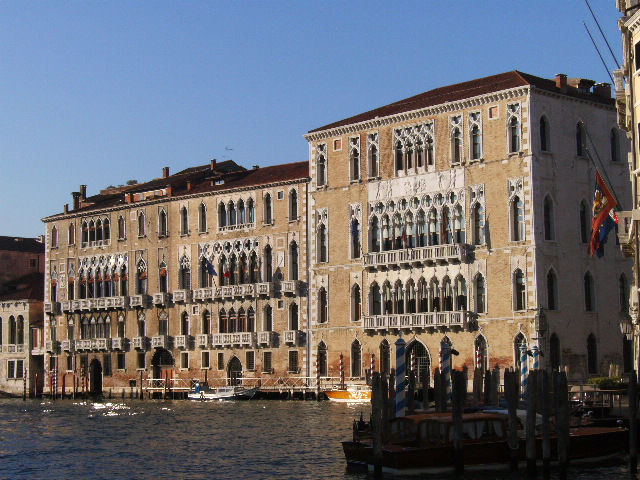
قصر كا فوسكاري

جامعة كا فوسكاري في البندقية (بالإيطالية: Università Ca' Foscari Venezia)، وتسمى أيضًا ـ على سبيل الاختصار ـ جامعة كا فوسكاري (بالإيطالية: Università Ca' Foscari) هي جامعة إيطالية حكومية تأسست كمعهد سنة 1868، ويحتل مقرها قصرًا مشيدًا على القناة الكبرى على الطراز القوطي البندقي يسمى قصر كا فوسكاري، ومنه أخذت الجامعة اسمها، وبعد قرن من إنشاء المعهد نال رسميًا صفة جامعة سنة 1968.

## التاريخ
بعد ضم فينيتو إلى مملكة إيطاليا عام 1866، نشأت فكرة تأسيس مدرسة تجارية في البندقية، وحمل لواء هذه الفكرة ثلاثة رجال هم الاقتصادي اليهودي لويجي لوتساتي (رئيس وزراء إيطاليا فيما بعد)، وعضو مجلس الشيوخ الإيطالي ونائب رئيس مقاطعة البندقية إدواردو ديوداتي، والاقتصادي الصقلي فرانشيسكو فيرارا، الذي أدار المدرسة ـ بعد أن أنشئت ـ ثلاثين عامًا.
في 6 أغسطس 1868 صدر مرسوم ملكي بتأسيس المدرسة، التي حملت عند تأسيسها اسم «المدرسة الملكية العليا للتجارة» (بالإيطالية: Regia Scuola Superiore di Commercio)، وبدأت الدراسة بها في ديسمبر من العام ذاته.
أنشئت المدرسة الملكية العليا للتجارة على غرار المعهد العالي للتجارة في أنفير (بالفرنسية: Institut Supérieur de Commerce d'Anvers)‏ الذي تأسس في مدينة أنتويرب البلجيكية سنة 1853، وكانت المدرسة الملكية هي أول معهد عالٍ لتدريس التجارة في إيطاليا. حظيت المدرسة منذ إنشائها بمكانة مرموقة في إيطاليا بأكملها، لا في إقليمها فقط، وكانت بالمدرسة شعبة دبلوماسية لتأهيل القناصل التجاريين للخدمة في البعثات الدبلوماسية، كما تولت أيضًا تخريج معلمي المدارس الثانوية المكلفين بتدريس العلوم التجارية، ودُرست اللغات الأجنبية في المدرسة منذ إنشائها.

## أقسام الجامعة
تضم جامعة كا فوسكاري حاليًا ثمانية أقسام أكاديمية، هي:
- قسم الإدارة
- قسم الاقتصاد
- قسم الإنسانيات
- قسم الدراسات الآسيوية والإفريقية المتوسطية
- قسم العلوم البيئية وعلوم الحاسب والإحصاء
- قسم العلوم الجزيئية والأنظمة النانوية
- قسم الفلسفة والإرث الثقافي
- قسم اللغويات والدراسات الثقافسة المقارنة

## طلاب الجامعة
يدرس بجامعة كا فوسكاري حوالي 19 ألف طالب.

## وصلات خارجية
- (بالإيطالية) الموقع الرسمي للجامعة